# Едвард Пітер
Едвард Пітер (англ. Percy Peter, 28 березня 1902 — 1 січня 1986) — британський плавець.
Призер Олімпійських Ігор 1920 року, учасник 1924, 1928 років.